# Jim Bolger

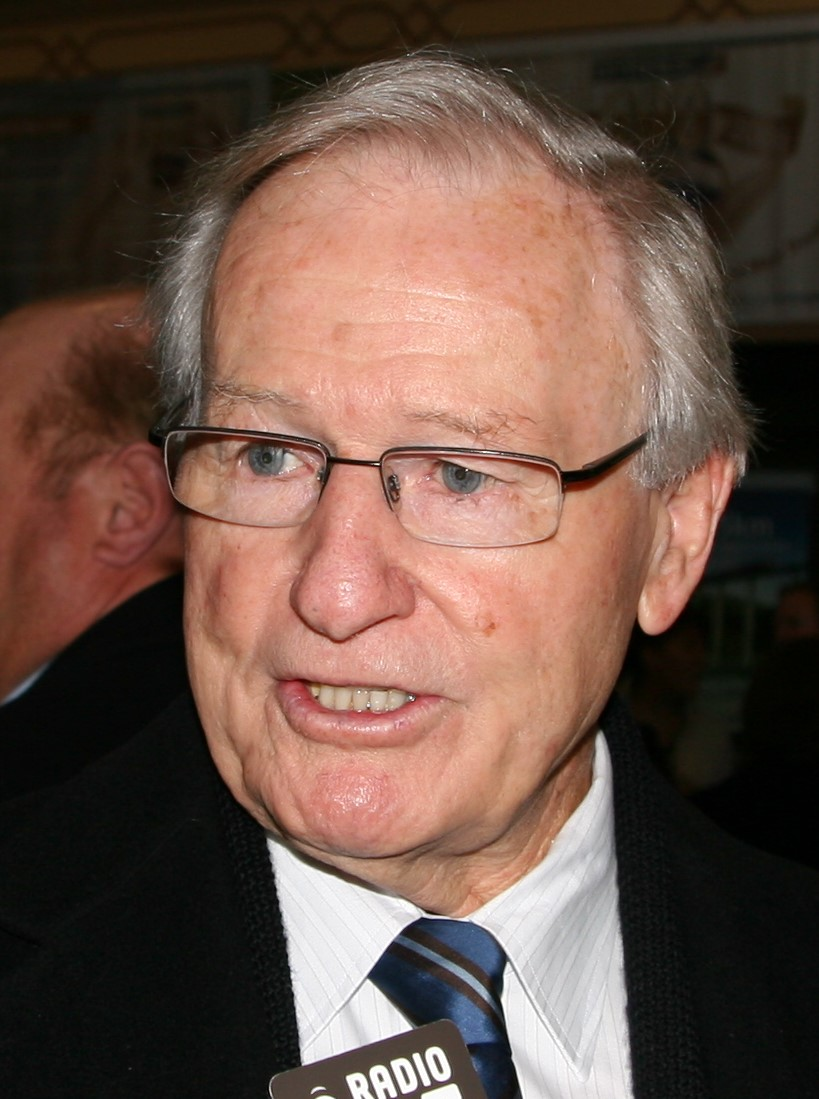
Jim Bolger (2008)

James Brendan „Jim“ Bolger (* 31. Mai 1935 in Ōpunake) ist ein neuseeländischer Politiker. Zwischen 1990 und 1997 war er Premierminister von Neuseeland.

## Leben
Der Sohn armer irischer Einwanderer war zunächst Farmer. Ab 1972 war er Mitglied des neuseeländischen Repräsentantenhauses für die konservative New Zealand National Party (NP). 1975 wurde er Staatssekretär in den Ministerien für Landwirtschaft und Māori-Angelegenheiten, 1977 Minister für Fischerei und 1978–1981 Arbeitsminister und Minister für Einwanderung. 1983 wurde er zum Präsidenten der Internationalen Arbeitsorganisation gewählt. 
Nach einem gescheiterten Versuch 1984 gelang ihm 1986 die Übernahme des Parteivorsitzes der NP. Im Anschluss an die Wahlniederlage 1987 gelang der National Party unter Bolger im Oktober 1990 ein Erdrutschsieg, in dessen Folge er am 28. Oktober 1990 Premierminister wurde.
Im Anschluss an eine Wahlrechtsreform, die das zuvor geltende Mehrheitswahlrecht modifizierte, verlor die NP bei den Wahlen 1996 ihre Mehrheit und war fortan auf die Unterstützung der populistischen Partei New Zealand First angewiesen. Die wachsende innerparteiliche Unzufriedenheit führte 1997 zu einer Kampfkandidatur für den Parteivorsitz. Bolger, der bei Bekanntwerden der Gegenkandidatur außer Landes war, musste im Dezember den Parteivorsitz und das Amt des Premierministers für seine Herausforderin Jenny Shipley räumen, die somit erste weibliche Premierministerin Neuseelands wurde. Bolger gab im März 1998 sein Direktmandat auf und wurde neuseeländischer Botschafter in den Vereinigten Staaten von Amerika. Nach seiner Rückkehr nach Neuseeland 2001 übernahm er verschiedene Managementaufgaben, unter anderem bei der staatlichen Kiwibank und der neuseeländischen Post.
Bolger ist römisch-katholischer Christ, verheiratet und Vater von neun Kindern.